# Bukovica (miasto Kruševac)
Bukovica (cyr. Буковица) – wieś w Serbii, w okręgu rasińskim, w mieście Kruševac. W 2011 roku liczyła 207 mieszkańców.